# Toni Casalonga
Toni Casalonga né le 8 mai 1938 à Ajaccio est un peintre, graveur, sculpteur, scénographe et metteur en scène français.
Formé à la peinture aux Beaux-Arts de Paris et à l'Académie des beaux-arts de Rome et à la gravure par Stanley William Hayter à l'Atelier 17, il rentre en Corse au milieu des années 1960 où parallèlement à son parcours d'artiste, il s'engage très vite dans la vie publique. Figure emblématique du Riacquistu, mouvement de réappropriation de l'identité Corse et de sa langue dans les années 1970, il est l'un des pionniers de la reconquête culturelle et du renouveau des formes artistiques insulaires avec la fondation dès 1964 de la coopérative Corsicada.
Après l'obtention du statut particulier de la Corse en tant que collectivité territoriale, il devient le premier président du Conseil de la Culture, de l'Éducation et du Cadre de vie de 1983 à 1989 ; puis du Conseil économique, social et culturel de 1993 à 1998.

## Biographie
Toni Casalonga est né le 8 mai 1938 à Ajaccio où il passera toute sa jeunesse. Très tôt passionné de dessin, son goût pour la peinture est éveillé durant l'enfance par son voisin de palier, le peintre aquarelliste François Corbellini, pilier de l’école ajaccienne.
En 1956, il est élève de R. Moninot à la section artistique du lycée de Sèvres, puis il entre en 1957 à l’École nationale supérieure des beaux-arts de Paris, mais il fréquente surtout avec ses amis le bougnat Malvezin, rue des Beaux-Arts.
En 1960, il découvre et apprend la technique de la gravure dans l’atelier 17 de Stanley William Hayter à Montparnasse. En 1961, il quitte la France pour ne pas être incorporé en Algérie. Il part à Rome où il est élève des professeurs Monteleone (sculpture) et Barivera (gravure) à l’Académie des Beaux-Arts.
Il réalise à Rome que l'art baroque, controversé en France, ne l'est pas en Italie. Ce cheminement intellectuel et artistique l'amène alors à réaliser que sa place se trouve en Corse. Il rentre donc sur l'île en 1963 où il s'installe à Pigna.

### Pigna, son nouveau village
Dans les années 1960, il avait acheté une vieille ruine dans le village de Pigna où il s’installe et travaille avec sa famille.
« C'est en grande partie à la famille Casalonga — Toni, peintre et sculpteur, son épouse, Nicole, musicienne, leurs fils Ugo, luthier, et Jérôme, musicien — que Pigna doit sa renommée artistique. »
Avec quelques amis artisans, il a fondé en 1964 une coopérative d'artisans, la Corsicada, dans le but de défendre et développer les activités économiques d'une Corse en pleine mutation. Liée au mouvement du Riacquistu qui vit les forces culturelles de l'île s'activer pour retrouver et redonner vie à un tissu social, souvent rural, en pleine déshérence, l'expérience de la Corsicada reste sans doute exemplaire à plus d'un titre.
Adjoint au maire, il a participé activement au projet de la construction de l'auditorium de Pigna. Il est l'auteur de l'ouvrage Terra Cruda ou histoire en images de la construction de l'Auditorium di Pigna rédigé le 10 septembre 2008 et publié avec le concours de la Collectivité territoriale de Corse par'l'Accademia d'I Vagabondi et le Centre culturel Voce.
Les éditions Albiana ont publié en 2023 un essai de Vannina Bernard-Leoni sur son œuvre intitulé « D’arte e d’impegni ».
Aujourd'hui, Toni Casalonga vit et travaille à Pigna où se trouve son atelier et lieu d'exposition.

### Une famille d'artiste
Toni Casalonga est marié à Nicole Casabianca. Originaire du sud de la Corse, elle fait l’apprentissage du piano dans son enfance. Après son installation dans le nord de l’île, en Balagne, elle se passionne pour l’orgue avec Jacques Béraza à Dôle et le clavecin avec Sergio Vartolo à Verona. Formée au chant avec Giovanna Marini à Rome, elle se plonge dans la musique traditionnelle et participe à plusieurs campagnes de recherche sur le chant corse. Elle est à l’origine de l’ensemble Madrigalesca qui s’intéresse aux croisements entre musique populaire et musique ancienne. Elle se consacre aussi à l’enseignement et donne des cours sur le chant traditionnel en Corse, en France continentale et à l’étranger. Elle a été chargée de cours pratique à l’Université de Corse dans le cadre de la licence professionnelle CEMT. Elle est également cofondatrice de l’Association "E Voce di u Cumune", de la Casa Musicale, de l’ensemble A Cumpagnia et a présidé le Centre culturel Voce.
Chacun de leurs fils poursuit la transmission culturelle insulaire :
Jérôme Casalonga, artiste polyvalent, se distingue notamment en tant que musicien. Il est le vocaliste et le fondateur du groupe de musique corse Zamballarana. En plus de ses collaborations musicales avec différents artistes, il a pris part à de nombreux projets culturels et artistiques, explorant des domaines variés tels que la scénographie, le théâtre en tant que plasticien ou plus récemment l'interprétation musicale pour le cinéma.Jérôme Casalonga est aujourd'hui le directeur artistique du Centre culturel Voce. D'autre part, son engagement politique s'est concrétisé lors des élections municipales de 2020, où il a été élu 1er adjoint à la mairie de Pigna, puis maire en 2023.
Ugo Casalonga, artisan luthier établi à Pigna, se distingue par sa contribution significative à la renaissance de la cetera, le cistre corse, un instrument traditionnel tombé dans l'oubli. Son parcours dans le domaine de la lutherie le conduit à se former aux côtés de Michel Buresi, ainsi qu'au sein des ateliers Arte di a Musica à Pigna, chez Bartoloemo Formentelli à Pedemonte en Italie, mais également à Paris. Toni Casalonga façonne parfois les têtes d'animaux sculptées qui viennent orner le manche de certaines créations de son fils. Reconnu pour la qualité de ses instruments, Ugo Casalonga a établi des collaborations avec des musiciens de renom au sein de sa clientèle.

## Œuvres

### Illustration
Toni Casalonga a illustré plus de 30 ouvrages, parmi lesquels les Bucoliques de Virgile (Paris : Éditions Sperar, 1959), les Contes des cinq continents de Philippe Soupault (Vevey : Éditions Mondo, 1968), L'Histoire de la Corse en BD de Ghjacumu Gregorj (Éditions Cyrnos et Méditerranée, 1976), et Les sorcières, poème de Maria Teresa Horta (Arles : Actes Sud, 2007) ; Sette quistioni, de Ghjuvanpetru Ristori (Éditions Albiana, 2013) ; Fables d'aujourd'hui, de Jacques-Olivier Gratiot (Éditions de l'Accademia di Vagabondi, 2019) ; « Insensées », recueil de poésies de Jacques-Olivier Gratiot, Editions de l’Accademia di Vagabondi, 2024.

### Sculpture
Il a réalisé de nombreuses sculptures sur bois, dont en 2003 Mazzeru, en olivier brut, commandé par le musée de la Corse, ou en 2009 six figurines de marionnettes pour le théâtre national des Marionnettes de Prague (en) en 2009.

### Scénographie
Toni Casalonga travaille également à des scénographies ou la réalisation de très nombreux spectacles  musicaux de création, aussi bien en Corse qu’à Paris, en Italie, Croatie, Pays-Bas, Belgique, Portugal pour René Clemencic, Sergio Vartolo, Marcel Pérès, Pierre Sauvageot, Orlando Forioso, Dominique Vellard, Brigitte Lesne, Bruno Coulais, Kristof Hiriart, Patrizia Bovi, Roland Hayrabedian ou Roberto Festa.

## Expositions
Depuis sa première exposition avec des condisciples des Beaux-Arts à Ajaccio, galerie Bassoul en 1961, suivie par une autre à Lausanne l’année suivante, ses travaux ont été présentés dans plus d’une centaine d’expositions ou de salons tant en Corse qu’en Suisse, en Italie, au Portugal, à Paris, Marseille, Barcelone, Berlin et Toronto, pour ne citer que les principales.
- 2010 : sélection de gravures, Espace Saint-Jacques, Bonifacio.
- 2011 : L'opera incisa, rétrospective de l’œuvre gravé, Espace Diamant, Ajaccio et galerie Nos Arts.
- 2012 : exposition collective, galerie Spaziu, L'Île-Rousse.
- 2013 : Sette questioni, galerie Spaziu, L'Île-Rousse et exposition de ses gravures au showroom Poggenpohl Odéon, Paris.
- 2016 : Galerie Jardins en Art, Paris
- 2018 : E Figure di a Corsica. Symboles, emblèmes et allégories, musée de la Corse, Corte.
- 2022 : Rétrospective L'opera incisa, Bibliothèque Universitaire, Corte et Galerie Noir et Blanc, Bastia.
- 2023 : Fonds Régional d’Art Contemporain, Corte, collective « Terra di u cumune »[16].

## Collections publiques
- 1975 : le département des estampes et de la photographie de la Bibliothèque nationale de France à Paris a acquis un ensemble d'estampes.
- 1978 : le musée d'Art et d'Histoire de Neuchâtel (Suisse) a fait l’acquisition de 13 eaux-fortes de grand format, et la Bibliothèque nationale de France expose l’ouvrage 3 Musicanti dans le grand vestibule.
- 1988 : le département des estampes et de la photographie de la Bibliothèque nationale de France à Paris présente sa gravure Veranu à l’occasion de l’exposition « De Bonnard à Baselitz »[17].
- 2002 : le Fonds régional d'art contemporain de Corse a acquis un ensemble d’œuvres graphiques.
- 2003 : le musée de la Corse à Corte lui commande une sculpture.
- 2018 : le Museu di a Corsica fait l'acquisition d'une peinture.
- 2021 : la Bibliothèque Universitaire de Corse lui achète un ensemble de 9 gravures à l’eau-forte.